# Christine Nordhagen
Christine Nordhagen-Vierling (ur. 26 czerwca 1971)) – kanadyjska zapaśniczka w stylu wolnym. Olimpijka z Aten 2004, gdzie zajęła piąte miejsce w kategorii do 62 kg. Zawodniczka University of Alberta.
Ośmiokrotna medalistka mistrzostw świata, sześć złotych medali (1994, 1996-1998, 2000-2001). Dwa złote medale na mistrzostwach panamerykańskich w 1997 i 1998 roku. Druga w Pucharze Świata w 2003 i 2004 roku.